# سیارک ۴۸۷۰
سیارک ۴۸۷۰ (به انگلیسی: 4870 Shcherbanʹ، نامگذاری:1989UK8) چهار هزار و هشتصد و هفتادمین سیارک کشف شده‌است که در ۲۵ اکتبر ۱۹۸۹ کشف شد.
قدر مطلق سیارک برابر ۱۱٫۳۰ است.